# AGAIN (吉田拓郎のアルバム)
『AGAIN』（アゲイン）は吉田拓郎のセルフカバー・アルバム。2014年6月18日にavex traxから発売された。規格品番はAVCD-38927。

## 解説
『Oldies』以来、12年ぶりのセルフカバー・スタジオアルバム。
今作は前作『吉田拓郎 LIVE 2012』と同じく編曲に武部聡志・鳥山雄司が起用されている。
2013年10月末から横浜ランドマークスタジオで合宿形式でレコーディングが始まった。参加ミュージシャンのスケジュールの都合もあり、年明けまで作業時間を費やした。

## 収録曲
1. 純情
作詞：阿久悠／作曲：加藤和彦／編曲：武部聡志
初出:シングル「純情」[注 1](1993年)
2. 裏街のマリア
作詞：松本隆／作曲：吉田拓郎／編曲：鳥山雄司
初出:アルバム『ローリング30』(1978年)
3. たえなる時に
作詞・作曲：吉田拓郎／編曲：鳥山雄司
初出:シングル「友あり」(1991年)
  - オリジナルバージョンにあった頭サビはカットされている。
4. 爪
作詞：松本隆／作曲：吉田拓郎／編曲：武部聡志
初出:アルバム『ローリング30』(1978年)
5. アキラ
作詞・作曲：吉田拓郎／編曲：武部聡志
初出:ライブ・アルバム『TRAVELLIN' MAN LIVE AT NHK STUDIO 101』(1993年)
  - 今作で初めてスタジオ録音され、登場人物の名称が変更された。
6. 風邪
作詞・作曲：吉田拓郎／編曲：鳥山雄司
初出:アルバム『伽草子』(1973年)
7. 僕の大好きな場所
作詞：篠原ともえ／作曲：吉田拓郎／編曲：武部聡志
  - 1999年に高木ブーに提供した曲。本作で初めてセルフカバーされた。
8. サマータイムブルースが聴こえる
作詞：松本隆／作曲：吉田拓郎／編曲：鳥山雄司
初出:シングル「サマータイムブルースが聴こえる」(1981年)
9. まだ見ぬ朝
作詞・作曲：吉田拓郎／編曲：鳥山雄司
初出:シングル「恩師よ/まだ見ぬ朝」(1994年)
10. 気持ちだよ
作詞：康珍化／作曲：吉田拓郎／編曲：武部聡志
初出:シングル「気持ちだよ」(1999年)
11. わしらのフォーク村
作詞・作曲：吉田拓郎／編曲：鳥山雄司
初出:アルバム『人間なんて』(1971年)
12. いつか夜の雨が
作詞：岡本おさみ／作曲：吉田拓郎／編曲：武部聡志
初出:シングル「いつか夜の雨が」(1980年)
13. まにあうかもしれない
作詞：岡本おさみ／作曲：吉田拓郎／編曲：鳥山雄司
初出:アルバム『元気です。』(1972年)
14. 素敵なのは夜
作詞：白石ありす／作曲：吉田拓郎／編曲：武部聡志
初出:アルバム『ローリング30』(1978年)
15. アゲイン (未完)
作詞・作曲：吉田拓郎／編曲：武部聡志・鳥山雄司
  - 新曲。今作のために書き下ろされた。

## 未収録曲
1. 僕の唄はサヨナラだけ
作詞・作曲：吉田拓郎／編曲：鳥山雄司
初出:アルバム『今はまだ人生を語らず』(1974年)

この曲について吉田拓郎は、「レコーディングを終了して、全ての曲を聞き直したらこの1曲だけ今回のアルバムに向かない事に気がついたので残念ながらカットした」とコメントしている。鳥山が編曲を担当した中で一番できが良かったのがこの曲だった。しかし未収録の連絡があったので吉田に理由を聞いたところ、同様の回答があったという。
その後オフィシャルサイト上に記載されていたラジオ番組を聴いて番組毎に応募すると、抽選でこの曲がダウンロードできるシリアルコード入りダウンロードカードがプレゼントされた。

## 参加ミュージシャン
| 純情 - Piano & Keyboards：武部聡志 - Guitars, Programming, Keyboards：鳥山雄司 - Guitars, Banjo：渡辺格 - Bass：松原秀樹 - Drums：小田原豊 - Percussion：朝倉真司 - Synthesizer Operator：山中雅文 - Chorus：宮下文一, 今井マサキ, 大嶋吾郎, 大滝裕子 裏街のマリア - Piano & Keyboards：武部聡志 - Guitars, Programming, Keyboards：鳥山雄司 - Guitars：遠山哲朗 - Bass：松原秀樹 - Drums：小田原豊 - Synthesizer Operator：山中雅文 - Chorus：宮下文一, 今井マサキ, 大滝裕子 たえなる時に - Piano & Keyboards：武部聡志 - Guitars, Programming, Keyboards：鳥山雄司 - Guitars, Banjo：渡辺格 - Bass：松原秀樹 - Drums, Maracas, Tambourine：河村“カースケ”智康 - Synthesizer Operator：山中雅文 - Chorus：宮下文一, 今井マサキ, 大滝裕子 - Strings：柏木広樹Strings 爪 - Piano & Keyboards：武部聡志 - Guitars, Programming, Keyboards：鳥山雄司 - Guitars, Banjo：渡辺格 - Bass：松原秀樹 - Drums：小田原豊 - Synthesizer Operator：山中雅文 - Chorus：宮下文一, 今井マサキ, 大滝裕子 - Strings：柏木広樹Strings アキラ - Piano & Keyboards：武部聡志 - Guitars, Programming, Keyboards：鳥山雄司 - Guitars, Banjo：渡辺格 - Bass：松原秀樹 - Drums, Maracas, Tambourine：河村“カースケ”智康 - Synthesizer Operator：山中雅文 - Chorus：宮下文一, 今井マサキ, 大嶋吾郎, 大滝裕子 - Strings：柏木広樹Strings 風邪 - Piano & Keyboards：武部聡志 - Guitars, Programming, Keyboards：鳥山雄司 - Guitars, Banjo：渡辺格 - Bass：松原秀樹 - Drums, Maracas, Tambourine：河村“カースケ”智康 - Percussion：朝倉真司 - Synthesizer Operator：山中雅文 - Chorus：宮下文一, 今井マサキ, 大嶋吾郎, 大滝裕子 - Strings：柏木広樹Strings 僕の大好きな場所 - Piano & Keyboards：武部聡志 - Guitars, Programming, Keyboards：鳥山雄司 - Guitars, Banjo：渡辺格 - Bass：松原秀樹 - Drums：小田原豊 - Synthesizer Operator：山中雅文 - Chorus：宮下文一, 今井マサキ | サマータイムブルースが聴こえる - Piano & Keyboards：武部聡志 - Guitars, Programming, Keyboards：鳥山雄司 - Guitars, Banjo：渡辺格 - Bass：松原秀樹 - Drums, Maracas, Tambourine：河村“カースケ”智康 - Percussion：朝倉真司 - Synthesizer Operator：山中雅文 - Chorus：宮下文一, 今井マサキ, 大嶋吾郎, 大滝裕子 - Strings：柏木広樹Strings まだ見ぬ朝 - Piano & Keyboards：武部聡志 - Guitars, Programming, Keyboards：鳥山雄司 - Guitars：遠山哲朗 - Bass：松原秀樹 - Synthesizer Operator：山中雅文 - Chorus：宮下文一, 今井マサキ, 大嶋吾郎, 大滝裕子 - Strings：柏木広樹Strings 気持ちだよ - Piano & Keyboards：武部聡志 - Guitars, Programming, Keyboards：鳥山雄司 - Guitars, Banjo：渡辺格 - Bass：松原秀樹 - Drums, Maracas, Tambourine：河村“カースケ”智康 - Synthesizer Operator：山中雅文 - Chorus：宮下文一, 今井マサキ, 大嶋吾郎, 大滝裕子 - Strings：柏木広樹Strings わしらのフォーク村 - Piano & Keyboards：武部聡志 - Guitars, Programming, Keyboards：鳥山雄司 - Bass：松原秀樹 - Drums, Maracas, Tambourine：河村“カースケ”智康 - Synthesizer Operator：山中雅文 - Chorus：宮下文一, 今井マサキ, 大嶋吾郎 いつか夜の雨が - Piano & Keyboards：武部聡志 - Guitars, Programming, Keyboards：鳥山雄司 - Guitars：遠山哲朗 - Bass：松原秀樹 - Drums：小田原豊 - Synthesizer Operator：山中雅文 - Chorus：宮下文一, 今井マサキ まにあうかもしれない - Piano & Keyboards：武部聡志 - Guitars, Programming, Keyboards：鳥山雄司 - Guitars, Banjo：渡辺格 - Bass：松原秀樹 - Drums：小田原豊 - Synthesizer Operator：山中雅文 - Chorus：宮下文一, 今井マサキ, 大嶋吾郎 素敵なのは夜 - Piano & Keyboards：武部聡志 - Guitars, Programming, Keyboards：鳥山雄司 - Guitars：遠山哲朗 - Bass：松原秀樹 - Drums：小田原豊 - Synthesizer Operator：山中雅文 - Chorus：宮下文一, 今井マサキ アゲイン (未完) - Piano & Keyboards：武部聡志 - Guitars, Programming, Keyboards：鳥山雄司 - Guitars, Banjo：渡辺格 - Synthesizer Operator：山中雅文 |